# Marcel Brillouin

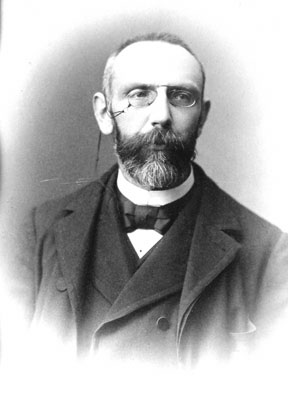
Marcel Louis Brillouin (Foto von 1895).

Marcel Louis Brillouin (* 19. Dezember 1854 in Melle (Deux-Sèvres); † 16. Juni 1948 in Paris) war ein französischer Physiker.

## Leben und Werk
Schon kurz nach der Geburt von Marcel Brillouin zog seine Familie nach Paris, wo er später das Lycée Condorcet besuchte. Während des Deutsch-Französischen Krieges flüchtete die Familie dann wieder nach Melle. Nach dem Krieg besuchte er die École normale supérieure von 1874 bis 1878 und wurde anschließend Physikassistent am Collège de France, wo er auch 1881 promoviert wurde. Danach war er mehrere Jahre mit der Organisation von Staatsexamensprüfungen für Mathematiker (concours d'agrégation) an verschiedenen Orten beschäftigt (Nancy 1880–1882, Dijon, Toulouse), bevor er 1888 an die École Normale Supérieure in Paris zurückkehrte. Von 1900 bis 1931 hatte er eine Professur für Mathematische Physik am Collège de France inne. 1921 wurde er zum Mitglied der Académie des Sciences gewählt. Er war Teilnehmer an den ersten vier Solvay-Konferenzen in Brüssel.
Sein Sohn war der Physiker Léon Brillouin.
Zu seinen Schülern zählt Jean Coulomb.